# Kwon Oh-hyun
Kwon Oh-hyun (Coreia do Sul, 15 de outubro de 1952) é um empresário sul-coreano, vice-presidente e CEO da Samsung Electronics. Em 2013, apareceu na lista de 100 pessoas mais influentes do ano pela Time.